# Funbo landskommun
Funbo landskommun var en tidigare kommun i Uppsala län. 

## Administrativ historik
Kommunen inrättades i Funbo socken i Rasbo härad i Uppland när 1862 års kommunalförordningar trädde i kraft 1863. 
Vid kommunreformen 1952 gick den upp i Vaksala landskommun, som 1971 uppgick i Uppsala kommun. 

## Politik

### Mandatfördelning i Funbo landskommun 1938-1946
| 8 | 7 |

| 15 |

| 8 | 7 |

| 14 |

| 7 | 5 | 3 |

| 14 |